# Вітвіцький Олег Іванович
Олег Іванович Вітвіцький (нар. 10 червня 1976, с. Застіноче Теребовлянського району Тернопільської області, Україна) — український педагог, публіцист, історик, громадський діяч. Депутат Тернопільської обласної (2006—2009), та міської рад. Кандидат історичних наук (2004). Голова Тернопільської обласної організації «Української Галицької партії» (2017). Один із учасників Форуму Вільних Держав Постросії.

## Життєпис

### Навчання
Закінчив Застіноцьку неповну середню школу (1991), Теребовлянську СШ № 1 (1993) та історичний факультет Тернопільського державного педагогічного університету (1998, нині ТНПУ ім. Володимира Гнатюка). В той час заприятелював з Іваном Гавдидою, який став для Олега Вітвіцького добрим учителем і політичним наставником.

### Робота
Працював учителем історії та педагогом-організатором ЗОШ у родинному селі (1998—2001), в Державному архіві Тернопільської області (2001—2002), старшим науковим співробітником Тернопільського обласного краєзнавчого музею (2003—2004).
Директор дитячого оздоровчо-освітнього табору «Миротворець» (м. Теребовля).

### Громадська і політична діяльність
У 2004—2005 — голова Міжнародної благодійної установи «Центр національного відродження імені Степана Бандери» у м. Київ.
У 2001—2005 — заступник голови Всеукраїнської організації «Молодіжний націоналістичний конгрес»; 2005 — провідний консультант виконавчого комітету Тернопільської обласної організації політичної партії «Народний Союз „Наша Україна“».
У 2006—2009 — заступник голови Тернопільської обласної ради. Керівник громадсько-політичного об'єднання «Українська справа».
Член Політичної партії «Українська Галицька партія», у 2017 році обраний головою Тернопільської обласної організації цієї політсили.
На місцевих виборах 2015 року висувався кандидатом на посаду міського голови Тернополя від «Української Галицької партії».
На позачергових виборах до Верховної Ради України 21 липня 2019 року висувався кандидатом у народні депутати від партії "Голос" по 166 виборчому округу. 

### Родина
Одружений, разом з дружиною Любою виховує сина і дочку.

## Доробок
Автор наукових праць, публікацій у ЗМІ, віршів, авторських пісень.
Співупорядник книги «Іван Гавдида — творець нової епопеї» (2011).
- «Синові на Миколая» [Архівовано 8 березня 2016 у Wayback Machine.] — пісня на музику Лесі Горлицької.[4]

### Книжки про Алярмика
Автор серії віршованих книжок про Алярмика, який бореться з негативними героями Адольфиком, Ліліпутіним, Медведчуковичем. Є ще й інші позитивні персонажі Ярема, Еней, Цятка.
- «Повстанська абетка» (2013, 2014, 2015) — кілька перевидань,
- «Пригоди Алярмика та його друзів» (2015).

|  | — Ідея створити таку книжку виникла ще кілька років тому, — розповідає, — коли зіткнувся з проблемою знайти якусь дитячу національно-патріотичну літературу для власних донечки й сина. Як історику, мені дуже захотілося виправити таку ситуацію. Відтак разом з художником Любомиром Бейгером і створили «Повстанську абетку» для дошкільнят та молодших школярів. |

Герой книжки Алярмик підданий критиці з боку російського телеканалу Life News.
Ілюстрації для «Повстанської абетки» створив художник Любомир Бейгер, для «Пригод Алярмика та його друзів» — Олена Волошинська.

### Про «Повстанську абетку»
- Надія Новак. Дітям і дорослим — абетка про юного повстанця Алярмика [Архівовано 8 березня 2016 у Wayback Machine.] // 20 хвилин (Тернопіль). — 2013. — 3 листопада.
- Зоряна Биндас. «Повстанську абетку» про Алярмика, Адольфика та Ліліпутіна видали в Тернополі (фото) [Архівовано 9 березня 2016 у Wayback Machine.] // Доба. — 2014. — 4 жовтня.
- Юля Томчишин. У Тернополі народилася «Повстанська абетка» // Наш день. — 2014. — 22 жовтня.
- Світлана Мичко. Маленький воїн з Тернополя поїде на Південь і Схід [Архівовано 12 жовтня 2016 у Wayback Machine.] // Місто. — 2015. — 29 січня.
- Світлана Мичко. Хлопчик-повстанець із Тернополя поїхав завойовувати схід і південь [Архівовано 8 березня 2016 у Wayback Machine.] // Україна молода.
- Тернопільський «Алярмик» не дає спокійно спати російському телебаченню (ВІДЕО) [Архівовано 19 вересня 2016 у Wayback Machine.] // Місто. — 2015. — 12 лютого.
- З Тернополя на Схід відправили Алярмика, Адольфика та Ліліпутіна (ФОТО) [Архівовано 12 жовтня 2016 у Wayback Machine.] // Місто. — 2015. — 3 березня.
- Найпатріотичніша дитяча книжка отримала продовження [Архівовано 12 жовтня 2016 у Wayback Machine.] // BezTaby. — 2015. — 8 вересня.
- Brunatne ABC — faszyści ryją mózgi dzieci w szkołach Rosji i Ukrainy (FOTO) [Архівовано 12 жовтня 2016 у Wayback Machine.] // Kresy24.pl. — 2014. — 13 października. (пол.)